# الچه د لا سیرا

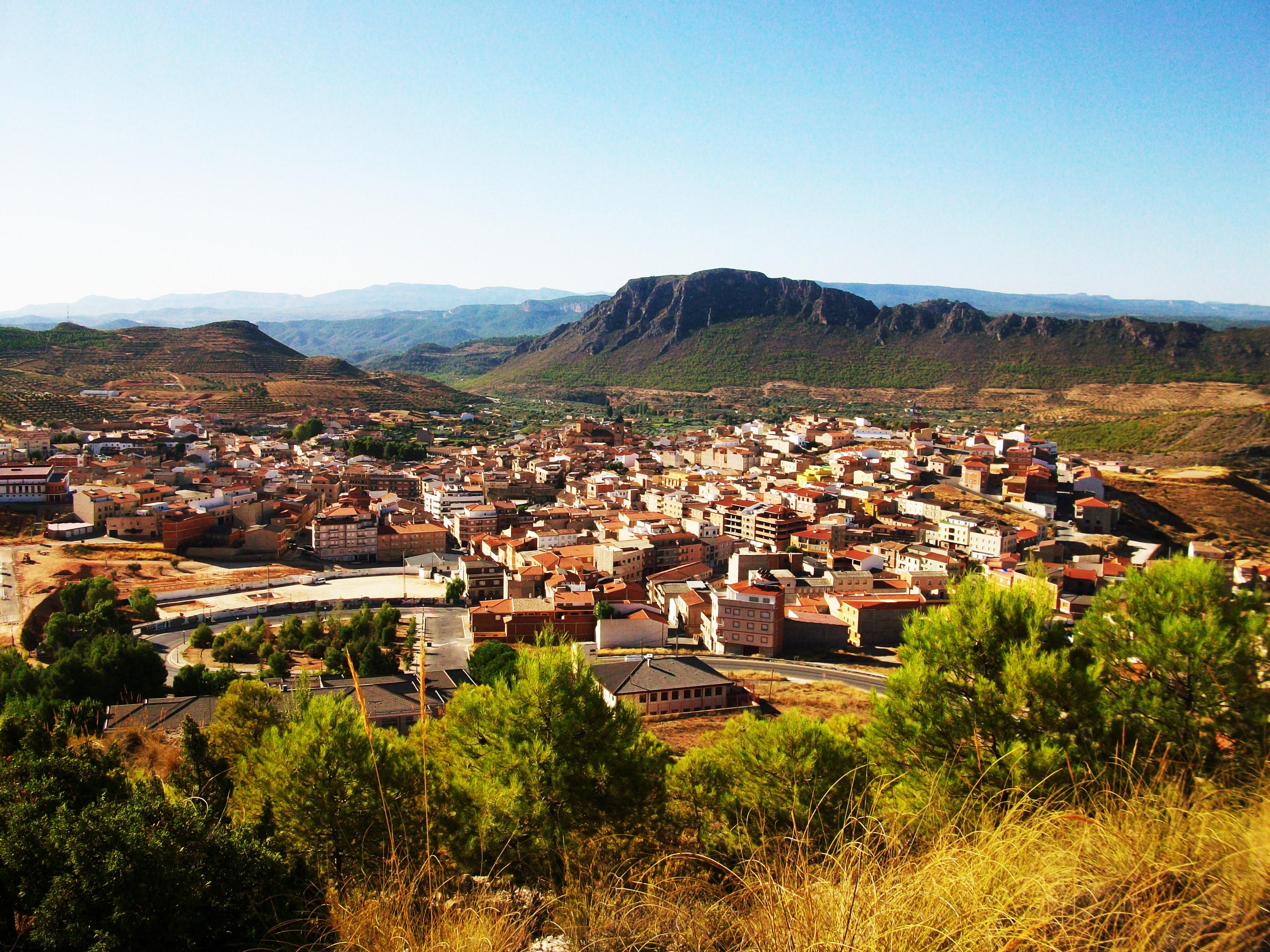
نمایی از دهستان الچه د لا سیرا در استان آلباسته - ۲۰۰۹

الچه د لا سیرا دهستانی در استان آلباستهٔ اسپانیا است.
در این دهستان ۳۸۷۸ نفر زندگی می‌کنند. مساحت این دهستان ۲۳۹٫۰۳ کیلومتر مربع است.